# Haynrode

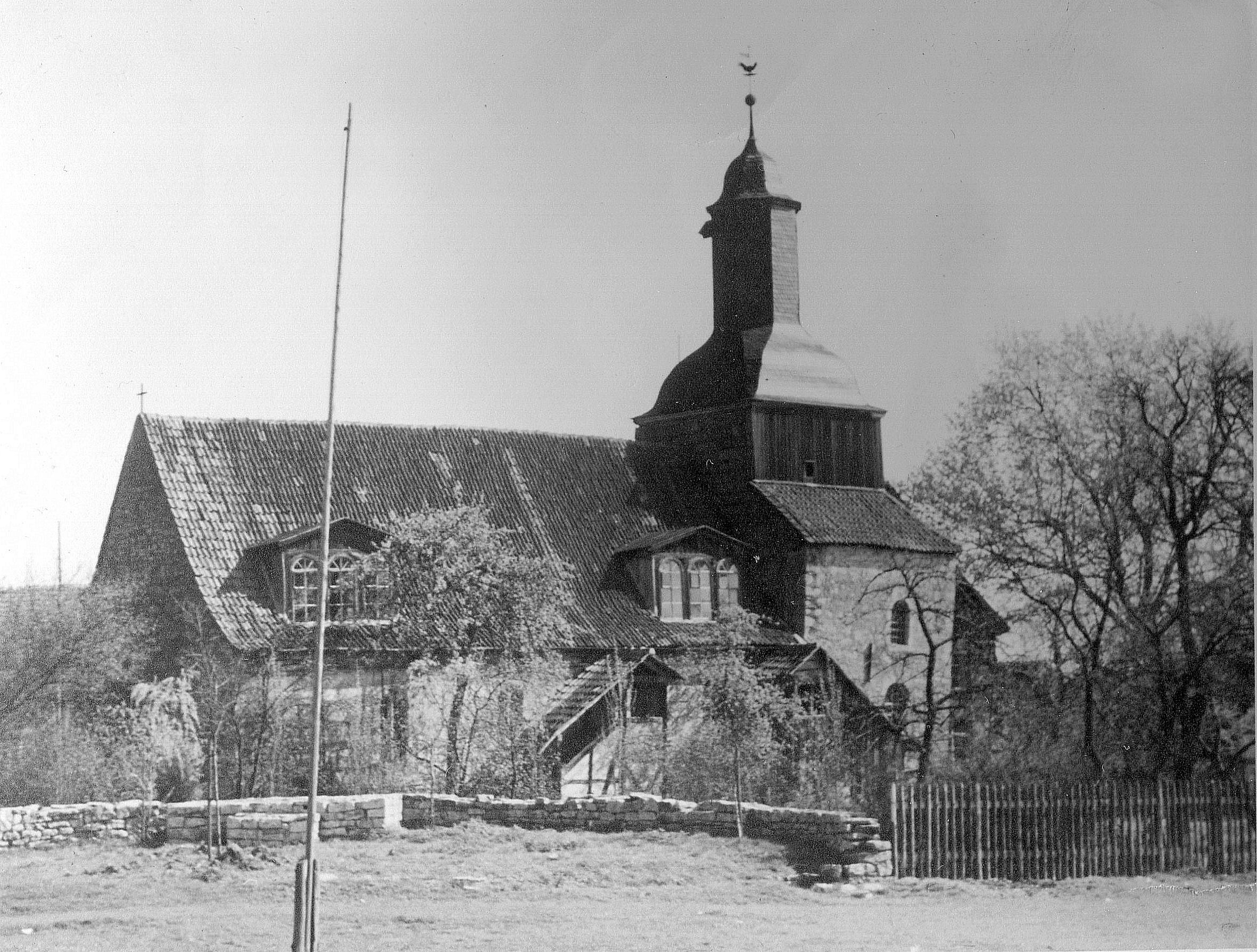
Kerk van St Anna in 1940

Haynrode is een gemeente in de Duitse deelstaat Thüringen, en maakt deel uit van de Landkreis Eichsfeld.
Haynrode telt 669 inwoners.